# Angelo Vandecasteele
Angelo Vandecasteele es un deportista belga que compite en duatlón. Ganó una medalla de bronce en el Campeonato Mundial de Duatlón de 2019, y una medalla de bronce en el Campeonato Europeo de Duatlón de 2019.

## Palmarés internacional
| Campeonato Mundial | Campeonato Mundial     | Campeonato Mundial | Campeonato Mundial |
| Año                | Lugar                  | Medalla            | Prueba             |
| ------------------ | ---------------------- | ------------------ | ------------------ |
| 2019               | Pontevedra ( España)   | Medalla de bronce  | Individual         |
| Campeonato Europeo |                        |                    |                    |
| Año                | Lugar                  | Medalla            | Prueba             |
| 2019               | Târgu Mureș ( Rumania) | Medalla de bronce  | Individual         |